# Розенгейм, Михаил Павлович
Михаи́л Па́влович Розенге́йм (19 [31] июля 1820, Санкт-Петербург — 7 [19] марта 1887, там же) — русский поэт, публицист и переводчик. Генерал-майор (1883).

## Биография
Родился в дворянской семье. Учился в Первом кадетском корпусе (окончил в 1838 году). Служил в конной артиллерии; в 1848 году переехал в Петербург, но до 1866 года продолжал служить в артиллерии (вне строя), занимаясь в то же время преподаванием. В 1866 году поступил в военно-юридическую академию и по окончании курса в 1869 году в чине подполковника был назначен военным судьёй Киевского военно-окружного суда, а в феврале 1870 года был переведён на ту же должность в Петербургский военный округ. В апреле 1872 года Розенгейм был произведен в полковники.
Как публицист, Розенгейм работал в «Северной Пчеле» (Усова), «Русском Инвалиде» (Лебедева), «Петербургских и Биржевых Ведомостях», но главным образом в «Голосе».
В 1878 году Михаил Павлович Розенгейм, после четырёхлетней архивной работы, издал историческую монографию: «Очерк истории военно-судных учреждений в России до кончины Петра Великого». Это небольшая по объёму (254 стр.) монография представляет ценный вклад в историческую литературу, как первое историческое исследование о военной юрисдикции в России. 
15 мая 1883 года Розенгейм был произведён в генерал-майоры. 
Скоропостижно скончался 7-го марта 1887 года. 11 марта был похоронен с воинскими почестями. На выносе присутствовал главный военный прокурор, князь А. К. Имеретинский, и весь состав петербургского военного суда.
Был похоронен в Петербурге на Никольском кладбище Александро-Невской лавры.
На могиле со временем был установлен памятник-часовня, где на мраморной доске золотыми буквами высечен отрывок из стихотворения поэта.
В настоящее время могила считается утраченной.

## Литературная деятельность

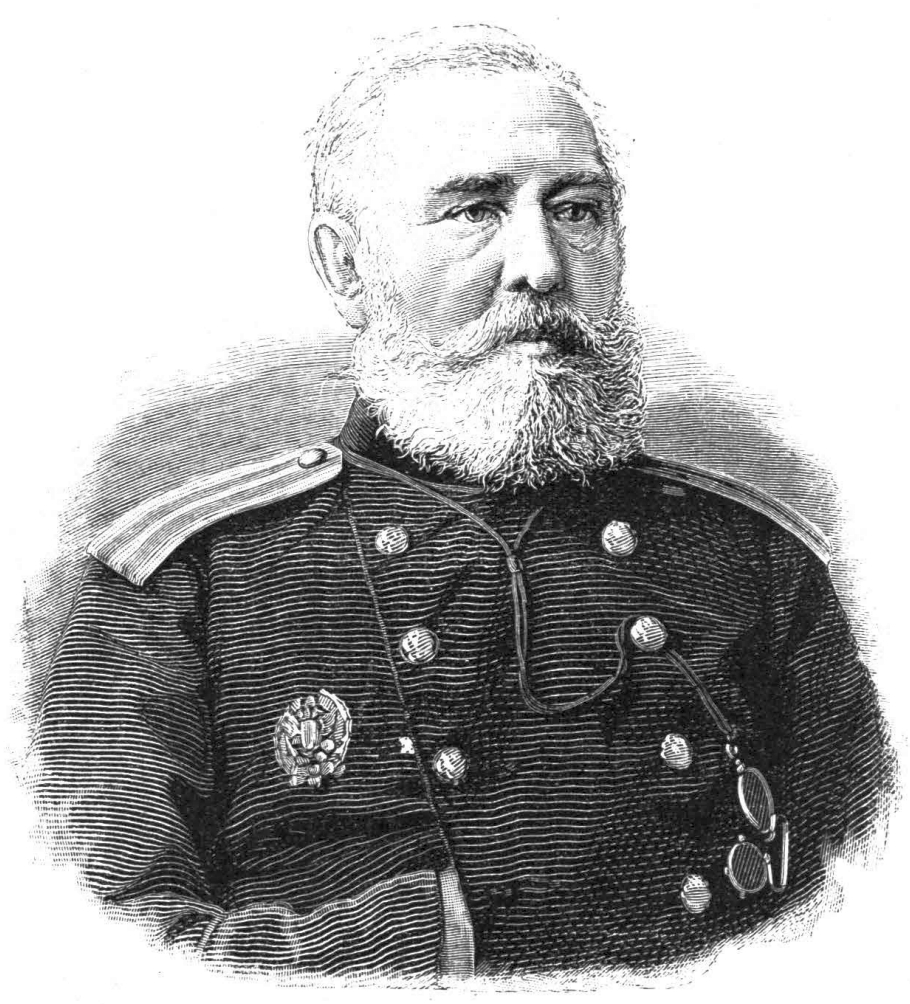
М. П. Розенгейм

Писать начал ещё в кадетском корпусе; уже в 1837 году несколько его стихотворений было напечатано Н. А. Полевым в «Сыне Отечества». Будучи человеком очень скромным, Розенгейм не придавал значения своим писаниям и не посылал их в редакции. Только во второй половине 1850-х годов стихи его начинают появляться довольно часто в «Отечественных записках», «Русском Вестнике» и других изданиях.
В 1858 году вышло первое собрание стихотворений Розенгейма, доставившее ему литературную известность, хотя в этой известности было гораздо больше терний, чем роз. С конца 1859 года он писал юмористические фельетоны в «Отечественных записках» («Заметки праздношатающегося») и в «Санкт-Петербургских ведомостях». В 1860 году был редактором «Журнала коннозаводства и охоты», принимал участие в «Дамском вестнике».
В 1863—1865 гг. издавал сатирический еженедельный журнал «Заноза», имевший большой успех и до 5 тысяч подписчиков, но павший в борьбе с цензурными препятствиями.
В 1864 г. стихотворения Розенгейма вышли вторым изданием, в 1883 г. — третьим; посмертное 4-е издание вышло в 1889 г. (с биографическим очерком). В 1902 году вышло шестое издание в двух частях, дополненное: с портретом и биографическим очерком. Издателем выступала вдова поэта Вера Ивановна Розенгейм (в девичестве Усова). 
В последние 20 лет жизни Розенгейм только изредка выступал со стихами, но довольно деятельно работал как публицист в «Голосе» 1860-х годов, в «Русской речи» конца 1870-х гг. (вёл «внутреннее обозрение») и других изданиях. В 1878 издал монографию, основанную на архивных данных, «Очерк истории военно-судных учреждений в России до кончины Петра Великого».
Автор слов популярной песни «Далеко-далеко степь за Волгу ушла».

## Оценки творчества
Литературная память о Розенгейме главным образом держится на рецензии, которую посвятил 1-му изданию его стихотворений Н. А. Добролюбов. Для критика «Современника» Розенгейм был ярким олицетворением той дешёвой «смелости» и «прогрессивности», которая обуяла в эпоху реформ и либерализации режима после крымской кампании даже людей, по существу ничего общего с действительно серьёзными общественными стремлениями не имевшими. Добролюбов смеялся над «гражданским» пафосом, с которым Розенгейм ставил «смелые» тезисы вроде следующих: не надо брать взяток, надо говорить всегда правду, служить «честно» и т. д. И действительно, когда кончилась мода на прогрессивность, Розенгейм всецело перешёл в лагерь банального патриотизма. Столь же неодобрительно, как и Добролюбов, отнеслись к Розенгейму и критики-эстетики, например Дружинин. По оценке Энциклопедического словаря Брокгауза и Ефрона, «главный недостаток Розенгейма — крайняя неровность и невыдержанность, временами даже неряшливость фактуры, расплывчатость и отсутствие какой бы то ни было определённой мысли и настроения; иногда трудно распознать, против кого и против чего воюет этот неудачный представитель „обличительной“ и „гражданской“ поэзии. Чисто художественных достоинств — образности, меткости, колоритности — у Розенгейма совсем нет».
Добролюбов «воевал» против Розенгейма не только критикой, но и пародиями в журнале «Свисток», создав маску «обличительного поэта» Конрада Лилиеншвагера (травестия фамилии Розенгейма: вместо Rosen 'розы' + Heim 'дом' [видимо, понятое Добролюбовым как Oheim 'дядя'] Lilien 'лилии' + Schwager 'свёкор').
Отсутствие собственной творческой манеры привело к тому, что стихи Розенгейма нередко приписывались (в том числе в авторитетных изданиях) Лермонтову, Некрасову и другим более крупным авторам.